# Автодорога Р-04 (Украина)
Автодорога Р-04 — автомобильная дорога регионального значения на территории Украины.
Проходит по территории Киевской и Черкасской областей.

## Маршрут
Соединяет промышленные, административные и культурные центы Киевской и Черкасской областей. Начинается автодорога в Киеве, проходит через Фастов, Белую Церковь и заканчивается в Звенигородке. Общая протяжённость — 209,8 км.

### Населённые пункты
Киевская область
Киево-Святошинский район (Белогородка — Гнатовка — Неграши)
Макаровский район (Ясногородка)
Макаровский район (Осыково — Лишня — Бышев — Сосновка)
Фастовский район (Фастов — Паляничинцы)
Васильковский район (Ковалевка — Устимовка)
Белоцерковский район (Белая Церковь)
Ракитнянский район (Довгалевское)
Таращанский район (Тараща — Лукьяновка — Ковшеватая — Лука)
Богуславский район (Браное Поле)
Черкасская область
Лысянский район (Лысянка — Смельчинцы)
Звенигородский район (Звенигородка)

### Пересечения с другими дорогами

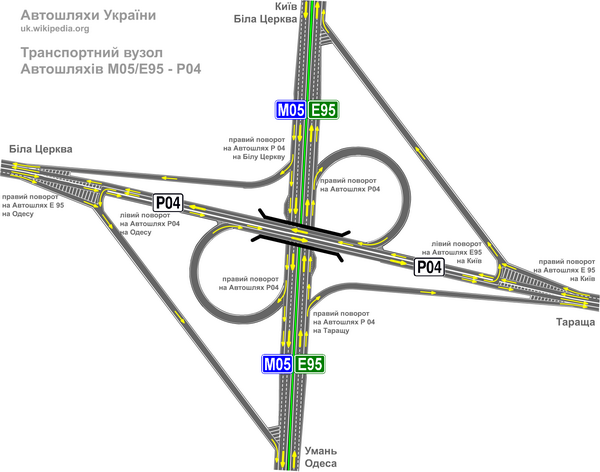
Схема. Транспортный узел на 94 км Автодороги возле Белой Церкви со схемой направления движения. Пересечение с автодорогой

| Киев          | М-01E 95 • М-03E 40 • М-05E 95 • М-06E 40 • М-07E 373 • E 101 • Н-01 • Н-07 • Р-01 • Р-02 • Р-03 |
| Бышев         | Т-1019                                                                                           |
| Фастов        | Р-19 • Т-1013                                                                                    |
| Устимовка     | Т-1009                                                                                           |
| Белая Церковь | М-05E 95 • Р-17 • Р-32                                                                           |
| Троицкое      | Т-1017                                                                                           |
| Тараща        | Т-1021                                                                                           |
| Ковшеватая    | Р-64Т-1006                                                                                       |
| Браное Поле   | Т-1022                                                                                           |
| Лысянка       | Р-64Т-2403                                                                                       |
| Звенигородка  | Н-16 • Т-2404 • Т-2405                                                                           |